# Ayudas a la navegación
Las ayudas a la navegación marítima incluyen aquellos sistemas visuales, acústicos o radioeléctricos destinados a posicionar las embarcaciones o los peligros cercanos a sus travesías, lo que permite establecer las rutas adecuadas y evitar en lo posible accidentes como encallamientos o naufragios.

## Evolución
Ya en la antigüedad se encendían hogueras en puntos estratégicos de la costa como acantilados, islas, cabos o entradas a puerto, lo que permitía a los marineros identificar su posición en condiciones de visibilidad reducida. Incluso durante el día, y mediante el uso de banderas de colores, se codificaban mensajes para hacer llegar información a los barcos.
En la Edad Media fueron surgiendo las primeras cartas de navegación, con mapas cada vez más detallados de las líneas de costa. Sin embargo, estas cartas de navegación solo son útiles con luz diurna, por lo que de noche seguían siendo imprescindibles las señales luminosas. Las hogueras evolucionaron hasta convertirse en los actuales faros, primero como meras construcciones que resguardaban de las inclemencias del tiempo; luego sustituyendo el fuego de carbón o leña por lámparas de aceite, añadiendo ópticas y lentes que permitieron concentrar el haz de luz y aumentar el alcance de su visibilidad; y por último, con la aparición de la electricidad, incluyendo bombillas y automatizando todo el sistema.
En el siglo XX se han producido los mayores adelantos, incluyendo sistemas de radio, mediante radar, o vía satélite que ubican los barcos con una precisión de metros en cualquier parte del mundo.
La implantación de estos sistemas a lo largo de la historia ha sido, y sigue siendo, competencia de cada estado en función de la soberanía que ostenta sobre sus aguas territoriales. Y aunque siempre ha existido cooperación entre los distintos países, al final se llegó a tener distintos sistemas de señalización que llegaban a contradecirse unos con otros. Es por esto que tras la Segunda Guerra Mundial se creó la Asociación Internacional de Señalización Marítima (AISM, en inglés IALA), entidad que aglutina a más de 50 países y que ha creado un conjunto de reglas comunes a sus miembros.

## Sistemas
Según la tecnología empleada en los distintos sistemas, éstos se pueden clasificar como sistemas visuales, que pueden ser diurnos o nocturnos (con luz propia); sistemas sonoros, basados en la emisión de algún tipo de sonido; y sistemas radioeléctricos, si utilizan la emisión o recepción de ondas electromagnéticas.

### Sistemas visuales
Son los sistemas más básicos, pues no requieren de ningún tipo de instrumentación a bordo de las embarcaciones para localizar este tipo de señales. Una vez identificada la señal, basta con consultar el libro de derroteros o el libro de faros, junto con la carta náutica, para saber la ubicación del barco. A cambio, su precisión es ligeramente inferior a otros sistemas más complejos.
Los sistemas visuales se pueden utilizar durante el día, lo que se conoce como señales ciegas, o bien durante la noche, conocidos también como señales luminosas. Las señales durante el día se identifican por su color, forma y la marca de tope de señal. Durante la noche se utiliza una fuente de luz intermitente, distinguiendo unas de otras por su color y la frecuencia con que se emiten.
Los principales sistemas visuales utilizados son los faros, las balizas, las luces de puerto y las enfilaciones.

#### Faros
Recibe el nombre de faro aquella construcción, generalmente en forma de torre, que incluye en lo alto un foco luminoso junto a un sistema óptico y un mecanismo de giro, cuya función es hacer de guía a los navegantes durante la noche.
Para distinguir unos faros de otros se producen alternancias de luz y de oscuridad a intervalos regulares de tiempo, lo que forma una de las características de los faros. En función de cómo se emite la señal luminosa, los faros se clasifican en: Faro de luz fija, faro de destellos, faro de luz centelleante, faro de grupos de destellos, faro de grupos de ocultaciones, faro de luz alternativa. Según la potencia de luz emitida y la altura en metros sobre el nivel del mar se obtiene el alcance geográfico, que no más que la distancia máxima a la que se ve la luz que emite.
Los colores universalmente adoptados para emitir luz en los faros son el blanco, verde y rojo. Puede darse el caso, bajo ciertas condiciones atmosféricas, que la luz blanca o la verde adquieran un tono rosado.

#### Las balizas
Las balizas son aquellas señales, puestas en tierra o en mar, con que se indican los bajos, veriles, ejes de ríos y canales, así como cualquier otro punto de peligro para la seguridad de la navegación. La forma, dimensiones y numeración de las balizas, así como el color, las características de las señales luminosas y marcas de tope que suelen llevar, los fija para cada caso el Reglamento de Balizamiento Marítimo AISM. Habitualmente, las balizas cuando hay niebla o mal tiempo son difíciles de localizar, por ello hoy día existen balizas provistas de reflectores de radares.
Según el Reglamento las balizas se clasifican en:
- Marcas laterales: indican los lados de los canales de navegación. En las maniobras de entrada, las balizas de color rojo y luz roja hay que dejarlas por babor y las de color verde y luz verde por estribor.
- Marcas cardinales: indican el lado donde hay más seguridad de paso, están pintadas con franjas horizontales de color amarillas y negras. La luz es blanca centellante.
- Marcas de peligro aislado: Se colocan sobre una zona de peligro de área reducida, alrededor de la cual se puede navegar. Están pintadas en franjas horizontales rojas y negras, y cuentan con una marca de tope de peligro aislado, consistente en dos esferas negras superpuestas. La luz es blanca de dos destellos.
- Marcas de aguas navegables: Indican los lugares más seguros para navegar, como son los ejes de los canales. Están pintadas de franjas verticales rojas y blancas, y están provistas de luz de isofase o de ocultación.
- Marcas especiales: Señalizan zonas especiales, son de color amarillo y de forma totalmente distintas a las anteriores. La luz es amarilla.

#### Las luces de puerto
Su misión es la de facilitar la entrada y salida a los puertos, por lo que se sitúan en los extremos de los espigones y muelles, o en los bordes de las zonas dragadas. Entrando a puerto, la luz de estribor es de color verde y la de babor es de color roja.

#### Las enfilaciones
Se denomina enfilación a la línea de posición creada por a alineación de dos objetos reconocibles en una carta náutica.
Una enfilación puede ser natural o Artificial.
- Natural: es la creada por la conjunción de dos objetos cualesquiera sean (Un edificio, un monumento, la cumbre de un cerro, un objeto conspicuo).
- Artificial: es la creada por el hombre como ayuda a la navegación. generalmente mediante dos balizas, una posterior (de mayor altura) y otra anterior.

Observada desde un espejo de agua, la enfilación de dos objetos se convierte en una ayuda muy útil para definir aguas seguras.
La enfilación es un caso particular de la demora, pues se da en el preciso instante en el que el buque observa dos puntos bajo un mismo ángulo. Estos puntos vienen perfectamente señalizados en las cartas náuticas, y marcan rutas seguras para llegar a puerto seguro.
La línea imaginaria creada por la alineación de objetos permite al navegante tener una referencia confiable de posición. Si los objetos son reconocibles en la carta náutica se puede trazar una línea que los una y entonces se tendrá la certeza mientras se los observe enfilados de estar sobre esa línea trazada.

### Sistemas radioeléctricos

#### Sistemas de navegación por satélite
Un sistema global de navegación por satélite (su acrónimo en inglés: GNSS) es una constelación de satélites que transmite rangos de señales utilizados para el posicionamiento y localización en cualquier parte del globo terrestre, ya sea en tierra, mar o aire. Estos permiten determinar las coordenadas geográficas y la altitud de un punto dado como resultado de la recepción de señales provenientes de constelaciones de satélites artificiales de la Tierra para fines de navegación, transporte, geodésicos, hidrográficos, agrícolas, y otras actividades afines.
Un sistema de navegación basado en satélites artificiales puede proporcionar a los usuarios información sobre la posición y la hora (cuatro dimensiones) con una gran exactitud, en cualquier parte del mundo, las 24 horas del día y en todas las condiciones climatológicas.

#### Sistemas AIS
Un sistema de identificación automática o AIS puede proporcionar a los usuarios información sobre los buques cercanos (posición, rumbo, velocidad, MMSI y otros datos), en la medida que dichos buques cercanos también posean sistemas AIS funcionando correctamente. Algunas ayudas a la navegación como boyas o puntos notables de la carta se equipan con transmisores AIS que cumplen similar función. 